# Hectors Reise
Hectors Reise oder die Suche nach dem Glück ist ein Roman von François Lelord, der 2002 unter dem Titel Le voyage d'Hector ou la recherche du bonheur beim Verlag Éditions Odile Jacob publiziert wurde und dessen deutsche Übersetzung von Ralf Pannowitsch 2004 im Piper Verlag erschien. Er stand mehrere Wochen lang auf der Spiegel-Bestsellerliste.

## Inhalt
Hector ist ein junger Psychiater und will sich mehr mit dem Thema Glück beschäftigen. In seinen eigenen Augen und in den Augen anderer Menschen ist er ein guter Psychiater, der gut zuhören kann und sich für seine Patienten interessiert. Doch er will mehr, nämlich die Menschen glücklich machen. Dafür unternimmt er eine Reise in verschiedene Gebiete der Erde. Das Buch nennt fast keine Namen der vorkommenden Länder, auch von den Personen werden nur Vornamen genannt. Es wird angenommen, dass Hector aus Frankreich stammt, da der Autor Franzose ist, und die große Stadt, in der der Protagonist wohnt, Paris ist. Während seiner Reisen schreibt sich Hector kleine Notizen („Lektionen“) zum Thema Glück auf, die weiter unten im Artikel aufgelistet sind.
Hectors Reise führt ihn zunächst nach China, genauer gesagt nach Hong Kong, das zwar nicht konkret benannt, aber mit Linksverkehr, vielen Bergen und Hochhäusern beschrieben wird. Dort trifft Hector seinen alten Schulfreund Édouard, mit dem er zum Abendessen geht und anschließend eine „Bar“ besucht, wo er die junge Studentin Ying Li kennenlernt. Obwohl Hector zu Hause eine Freundin namens Clara hat, begleitet Ying Li Hector in sein Hotel zurück, wo sie die Nacht verbringen. Morgens wachen beide glücklich auf. Als Édouard seinen Freund am nächsten Tag fragt, ob Ying Li ihm gefallen habe, wird Hector klar, dass diese eine Prostituierte ist und von Édouard organisiert war. Als Ying Li feststellt, dass Hector Bescheid weiß und darüber betrübt ist, wird sie ebenfalls traurig. Hector reist am folgenden Tag auf einen Berg, wo er einen alten Mönch trifft und mit ihm über das Glück redet. Hector ist von dem Mönch sehr beeindruckt. Später trifft er sich noch einmal mit Ying Li; es ist aber kein sehr angenehmes Treffen, da sie von Ying Lis Zuhälter gestört werden.
Danach fliegt Hector in ein afrikanisches Entwicklungsland. Er besucht seinen Freund Jean-Michel, einen Arzt, der sich dort niedergelassen hat, um Menschen zu helfen. Dieser holt Hector am Flughafen ab und hat sogar einen Leibwächter, mit dem er eine homosexuelle Beziehung hat. Im Hotel trifft Hector einen Mann namens Eduardo, der aus Kolumbien stammt und anscheinend im Land ist, um Geschäfte auf dem Schwarzmarkt zu führen und mit Drogen zu handeln. Für einen folgenden Abend wird Hector von seiner Kollegin Marie-Louise, die er im Flugzeug kennengelernt hat, zum Abendessen eingeladen. Auf dem Weg zurück zum Hotel wird das Auto, in dem Hector sitzt, von Männern entführt, die sich als Polizisten verkleidet und eine Straßensperre errichtet haben. Der Chef der Entführer lässt Hector jedoch frei, als er dessen Notizen über das Glück sieht und ihn als harmlos einstuft. Gleichzeitig kann Hector sich Respekt verschaffen, indem er den Namen seiner neuen Bekanntschaft Eduardo, anscheinend einer wichtigen Person in der organisierten Kriminalität, fallen lässt. Aus der Gefangenschaft entlassen, feiert Hector bei Marie-Louise eine große Party und schläft mit der Cousine von Marie-Louise.
Hector fliegt nun in das „Meist-Land“ („pays du plus“), womit die Vereinigten Staaten gemeint sind. Auf dem Flug kümmert er sich um eine afghanische Passagierin namens Djamila, die nach einer schweren Hirnoperation (Entfernung eines Tumors) unter heftigen Schmerzen leidet. Hector gibt sich als Arzt zu erkennen bietet seine Hilfe an. Er nimmt sie mit in die First Class, wo er sich um sie kümmert. Obwohl Djamila todkrank ist, kann sie Glück erleben, z. B. wenn sie sich darüber freut, dass der Krieg vorbei ist und ihren Neffen der Militärdienst erspart bleibt. Nach der Landung wird sie mit einem Krankenwagen direkt zu ihrer Familie gebracht.
Als Hector in Los Angeles ankommt, wird er von Agnès, einer ehemaligen Freundin, abgeholt. Im Haus von Agnès und ihrem Mann Alan erlebt er einen typischen westlichen Familienstreit. Hector besucht einen Professor an der  University of California, Los Angeles, und diskutiert mit diesem über das Thema Glück. Der Professor ist von Hector beeindruckt und bestätigt, dass dessen meiste empirische Erfahrungen auch wissenschaftlich bestätigt sind. Anschließend macht er spezielle Aufnahmen von Hectors Gehirn und erklärt die Auswirkungen verschiedener Hirnregionen auf Fröhlichkeit, Angst und Traurigkeit.
Als letztes kehrt Hector wieder nach Hong Kong zurück, um den Mönch erneut zu treffen. Dieser liest die Liste vom Glück, die ihm sehr gut gefällt. Dabei bemerkt er auch die Nr. 18, die Hector aus Angst vor seiner Freundin durchgestrichen hat (Glück wäre es, mehrere Frauen auf einmal lieben zu können), und sagt, dass er dies als junger Mann ebenfalls geglaubt habe. Zum Abschied gibt er Hector ein Geschenk, nämlich einen Zettel, auf dem die Nummern der seiner Ansicht nach wichtigsten Lektionen stehen.
Am Ende des Buches löst Eduardo Ying Li durch Kontakte zu ihrem Zuhälter aus und diese erhält einen Job als Sekretärin bei Édouard. Später heiratet sie und gründet eine Familie, während Édouard seinen Job wechselt und für eine Hilfsorganisation arbeitet. Hector führt seinen Job als Psychiater weiter und heiratet seine Freundin Clara, mit der er ein Kind bekommt.

## Über das Buch
François Lelord schreibt in einer sehr unkomplizierten, nahezu kindlichen Sprache und redet den Leser auch direkt an. Er nennt keine Jahresdaten, abgesehen von einem Wein aus dem Jahr 1976. Er beschreibt auch Ereignisse wie die Chinesische Revolution, den Imperialismus, die Sowjetische Invasion Afghanistans sowie die Aktionen der USA und der NATO in Afghanistan im Krieg gegen den Terror, den Reichtum und die Verschwendungskultur der US-Amerikaner, die sozialen Differenzen in Kalifornien sowie menschliche Persönlichkeitsschwächen. Viele dieser Begriffe werden jedoch nicht genannt, sondern umschrieben. Das Buch ist in Kapitel geteilt, die jeweils einen Namen, aber keine Nummer tragen.

## Die Liste vom Glück
- Lektion Nr. 1: Vergleiche anzustellen ist ein gutes Mittel, sich sein Glück zu vermiesen.
- Lektion Nr. 2: Glück kommt oft überraschend.
- Lektion Nr. 3: Viele Leute sehen ihr Glück nur in der Zukunft.
- Lektion Nr. 4: Viele Leute denken, dass Glück bedeutet, reicher oder mächtiger zu sein.
- Lektion Nr. 5: Manchmal bedeutet Glück, etwas nicht zu begreifen.
- Lektion Nr. 6: Glück, das ist eine gute Wanderung inmitten schöner unbekannter Berge.
- Lektion Nr. 7: Es ist ein Irrtum zu glauben, Glück wäre das Ziel.
- Lektion Nr. 8: Glück ist, mit den Menschen zusammen zu sein, die man liebt.
- Lektion Nr. 8 b: Unglück ist, von den Menschen getrennt zu sein, die man liebt.
- Lektion Nr. 9: Glück ist, wenn es der Familie an nichts mangelt.
- Lektion Nr. 10: Glück ist, wenn man eine Beschäftigung hat, die man liebt.
- Lektion Nr. 11: Glück ist, wenn man ein Haus und einen Garten hat.
- Lektion Nr. 12: Glück ist schwieriger in einem Land, das von schlechten Leuten regiert wird.
- Lektion Nr. 13: Glück ist, wenn man spürt, dass man den anderen nützlich ist.
- Lektion Nr. 14: Glück ist, wenn man dafür geliebt wird, wie man eben ist.
- Anmerkung: Zu einem lächelnden Kind ist man freundlicher (sehr wichtig).
- Lektion Nr. 15: Glück ist, wenn man sich rundum lebendig fühlt.
- Lektion Nr. 16: Glück ist, wenn man richtig feiert.
- Frage: Ist Glück einfach eine chemische Reaktion im Hirn?
- Lektion Nr. 17: Glück ist, wenn man an das Glück der Leute denkt, die man liebt.
- (Lektion Nr. 18: Glück wäre, wenn man mehrere Frauen gleichzeitig lieben könnte. – gleich danach wieder herausgestrichen – )
- Lektion Nr. 18: Glück ist, wenn man der Meinung anderer Leute nicht zu viel Gewicht beimisst.
- Lektion Nr. 19: Sonne und Meer sind ein Glück für alle Menschen.
- Lektion Nr. 20: Glück ist eine Sichtweise auf die Dinge.
- Lektion Nr. 21: Rivalität ist ein schlimmes Gift für das Glück.
- Lektion Nr. 22: Frauen achten mehr auf das Glück der anderen als Männer.
- Lektion Nr. 23: Bedeutet Glück, dass man sich um das Glück der anderen kümmert?
- (Überlegung für eine weitere Lektion: Nimm Dir Zeit, die Schönheit der Welt zu betrachten.)

Die Liste wird von Hector im Buch "Hector und die Kunst der Zuversicht" erweitert:
- Lektion Nr. 29: Machen Sie so oft wie möglich das, was Sie am besten können.
- Lektion Nr. 30: Treten Sie von Zeit zu Zeit aus Ihrem Rahmen hinaus und machen Sie einen Schritt zur Seite.

## Verfilmung
Am 5. August 2014 fand die Weltpremiere der Realverfilmung Hectors Reise oder die Suche nach dem Glück im Zoo Palast Berlin statt. Die Regie übernahm Peter Chelsom, in der Hauptrolle des Hector ist Simon Pegg zu sehen, Rosamund Pike spielt Clara. In weiteren Rollen: Aaron Le als Young Monk.

## Deutsche Ausgabe
- François Lelord: Hectors Reise oder die Suche nach dem Glück. Aus dem Französischen von Ralf Pannowitsch. Piper, München u. a. 2004, ISBN 3-492-04528-6. Auch als Hörbuch bei Hörbuch Hamburg, 2013, ISBN 978-3-86952-162-6.

## Folgewerke
- Hector und die Geheimnisse der Liebe. Piper Verlag, München 2005, ISBN 3-492-24991-4 (frz. Hector et les secrets de l’amour.). Auch als Hörbuch bei Hörbuch Hamburg, 2013, ISBN 978-3-86952-163-3.
- Hector und die Entdeckung der Zeit. Piper Verlag, München 2006, ISBN 3-492-04936-2 (frz. Le nouveau voyage d'Hector : à la poursuite du temps qui passe.). Auch als Hörbuch bei Hörbuch Hamburg, 2013, ISBN 978-3-86952-068-1.
- Hector & Hector und die Geheimnisse des Lebens. Piper Verlag, München 2009, ISBN 978-3-492-05167-5 (frz. Petit Hector apprend la vie). Auch als Hörbuch bei Hörbuch Hamburg, 2013, ISBN 978-3-86952-161-9.
- Hector und das Wunder der Freundschaft. Piper Verlag, München 2010, ISBN 978-3-492-05166-8. Auch als Hörbuch bei Hörbuch Hamburg, 2013, ISBN 978-3-86952-160-2.
- Hector fängt ein neues Leben an. Piper Verlag, München 2014, ISBN 978-3-492-30641-6 (frz. Hector veut changer de vie). Auch als Hörbuch bei Hörbuch Hamburg, 2015, ISBN 978-3-86952-256-2.
- Hector und die Suche nach dem Paradies: Hectors erste Reise. Piper Verlag, München 2017, ISBN 978-3-492-31035-2 (frz. Le jeune homme qui voulait savoir si le Paradis existe). Auch als Hörbuch bei Hörbuch Hamburg, 2017, ISBN 978-3-86952-353-8.
- Hector und die Kunst der Zuversicht. Piper Verlag, München 2018, ISBN 978-3-492-05628-1 (frz. Hector et les lunettes roses pour aimer la vie). Auch als Hörbuch bei Hörbuch Hamburg, 2018, ISBN 978-3-86952-378-1.